# Cambio climático en Uruguay
El cambio climático en Uruguay se refiere a los efectos del cambio climático en Uruguay. Como resultado del aumento de las temperaturas globales, se espera que en Uruguay haya un incremento de la temperatura en 3 °C hacia el 2100 y un aumento en las precipitaciones. El aumento de las precipitaciones en 2018 causaron entre Uruguay y Argentina un costo económico estimado en US$2.500 millones, según la Organización Meteorológica Mundial.
La mayor cantidad de emisiones de Uruguay provienen de la producción de alimentos y el transporte. A nivel global, Uruguay contribuye solamente un 0.05% de las emisiones de gases de efecto invernadero. En 2017, Uruguay se comprometió a implementar 106 medidas contra el cambio climático mediante la Contribución Determinada a Nivel Nacional (CDN). Algunas de estas medidas incluyen reducir las emisiones en el sector de la producción de alimentos y la producción ganadera, aumentar la superficie de bosque nativo y reforzar el rol de las turberas y pastizales como sumideros de carbono. Esta CDN se encuentra a 2020 en proceso de revisión, con el objetivo de presentar una meta más ambiciosa en 2022.
A nivel nacional, el 20 de mayo de 2009 se crea el Sistema Nacional de Respuesta al Cambio Climático y variabilidad (SNRCC) por Decreto 238/09. El SNRCC produce los reportes de monitoreo y verificación de las políticas ambientales, incluyendo la Contribución Determinada a nivel Nacional (CDN).
En 2015 se sancionó la ley que derivaría en la creación en 2016 de la Secretaría Nacional de Ambiente, Agua y Cambio Climático. Esta Secretaría es la encargada de coordinar las políticas públicas de agua, ambiente y cambio climático. La Secretaría participa junto con otros actores en el Sistema Nacional Ambiental (SNA). A nivel internacional, Uruguay es parte del Protocolo de Kioto, del Acuerdo de París y de la Enmienda de Doha. El sector privado en Uruguay se ha comprometido al menos con 15 acciones para mitigar los efectos del cambio climático, de acuerdo con el portal NAZCA. Uruguay además es miembro de la Agencia Internacional de las Energías Renovables.

## Emisiones de gases de efecto invernadero
En 2019, Uruguay emitió 6.170 Gg de CO2. El sector con mayor participación en las emisiones de gases de efecto invernadero en Uruguay es el sector de transporte, con 3.670 Gg de CO2 en el 2019, seguido por el sector industrial (915 Gg), y el agro, la pesca y la minería con 484 Gg. El sector de generación de energía emitió en total 610 Gg.

## Impactos en el medio ambiente

### Cambios de temperatura y clima
Los siguientes mapas muestran las proyecciones para el cambio en los tipos de clima según el sistema de clasificación climática de Köppen.

Tipos de climas de Uruguay en el present. Clasificación según Köppen-Geiger, perteneciente al período 1980 - 2016.
Mapa de climas de Uruguay. Clasificación según Köppen-Geiger, proyecciones para el período 2071-2100.

### Precipitaciones
Se han comprobado tendencias crecientes muy significativas en las precipitaciones medias anuales analizando datos pluviométricos del período 1919-2008. Los valores se presentan a continuación:
| Estación pluviométrica | Tendencia [mm/año] |
| ---------------------- | ------------------ |
| Pando                  | 1.7                |
| Colonia                | 2.3                |
| Paysandú               | 2.7                |
| Mercedes               | 5.2                |
| Salto                  | 4.4                |
| Rivera                 | 3.6                |
| Melo                   | 5.6                |
| Trenta y Tres          | 4.7                |
| Rocha                  | 4.4                |

## Mitigación y adaptación
Como parte de la implementación de políticas públicas para hacer frente al cambio climático, Uruguay creó un sistema institucional. Este sistema está compuesto por el Sistema Nacional de Respuesta al Cambio Climático y variabilidad (SNRCC), por el Sistema Nacional Ambiental, el Gabinete Nacional Ambiental y la Secretaría Nacional de Ambiente, Agua y Cambio Climático. En 2010 se elaboró un Plan Nacional de Respuesta al Cambio Climático. En 2017 se elaboró y adoptó la Política Nacional de Cambio Climático. Esta política nacional alimentó la Contribución Determinada a Nivel Nacional (CND) y se espera que informe las próximas.
Las políticas ambientales definidas en la Política Nacional de Cambio Climático y la CDN se expresan en diferentes medidas de mitigación y adaptación. Las medidas varían en complejidad, lo que explica los diferentes grados de avance.
El Proyecto privado Biovalor busca reducir las emisiones de gases de efecto invernadero generadas en el sector agrícola, con el objetivo de convertirlas en energía y subproductos. Los proyectos incluyen compostaje, generación de biogás y combustión alternativa. Para impulsar el proyecto, el gobierno uruguayo otorga exenciones impositivas para la compra de tecnologías limpias, por ejemplo, biodigestores, y otorga además un registro de insumos orgánicos para el caso de fertilizantes generados mediante el proyecto.

## Financiamiento climático
Para el período 2015-2021, Uruguay recibió aproximadamente $1.153.103.861,08 USD para el financiamiento climático en diferentes áreas a través de diferentes fondos. Las acciones de mitigación en el área de agricultura y movilidad urbana tuvieron prioridades. Uruguay también recibió una importante cantidad de financiamiento destinada a programas de fortalecimiento institucional y desarrollo de capacidades.

### Fondo Verde del Clima
Dentro del Fondo Verde del Clima (FVC), Uruguay forma parte del proyecto “Global Sub national Climate Fund (SnCF Global) – Equity”. Este proyecto otorga el componente de equity (patrimonio) para la realización de unos 35 proyectos de mitigación a nivel subnacional donde exista una “brecha de inversión significativa” pero donde se presenten oportunidades que “representen el uso más eficiente de los recursos con el mayor impacto y retorno financiero”, según el proyecto. El proyecto espera movilizar unos 750 millones de USD y se complementa con otro proyecto (el proyecto FP151) para la asistencia técnica, que espera invertir 28 millones de USD en el apoyo de unos 35-50 proyectos. Aunque el FP152 se encuentra aprobado, a noviembre de 2021 no existe aún un proyecto específico financiado en Uruguay como parte de este mecanismo.
Uruguay cuenta con varias actividades de readiness aprobadas por el FVC. Estas actividades son fundamentalmente actividades de construcción de capacidades. En total, Uruguay ha recibido unos $4.185.778,77 USD para ocho actividades de readiness a 2020. La mayor parte de esos 4 millones corresponden a unos $3.079.795 USD destinados a la construcción de capacidad y la planificación del plan nacional de adaptación a través de cinco subvenciones (grants) ejecutadas con el PNUD y el CND.
| Monto recibido (USD) | Tipo                              | Objetivo                                                | Socios     | Área                    |
| $200.000             | Actividades de readiness (grant)  | Marcos de trabajo estratégicos                          | PNUMA      | Adaptación y mitigación |
| $3.079.795           | Actividades de readiness (grants) | Construcción de capacidades                             | PNUD y CND | Adaptación              |
| $94.084,46           | Asistencia técnica                | ESS Gender Roster                                       | PwC        | Adaptación y mitigación |
| $34.573,31           | Asistencia técnica                | Soporte para el acceso directo al Fondo Verde del Clima | PwC        | Adaptación y mitigación |

### Banco Interamericano de Desarrollo
El BID es el principal financiador climático en América Latina. 
| | 2016   | 2017   | 2018   | 2019   | 2020   |
| Total financiamiento climático                                                                       | 99,5   | 102,8  | 101,8  | 342,4  | 100    |
| % destinado al financiamiento climático sobre total financiamiento BID                               | 23,29% | 25,60% | 47,23% | 47,23% | 15,07% |
| Mitigación                                                                                           | 94,8   | 87,2   | 51,1   | 316,4  | 0,0    |
| Adaptación                                                                                           | 4,5    | 0,0    | 1,1    | 7,4    | 100    |
| Dual (mitigación y adaptación)                                                                       | 0,1    | 15,6   | 49,6   | 18,6   | 0,0    |
| Financiamiento climático recibido por Uruguay en millones de USD. Elaborado en base a datos del BID. |        |        |        |        |        |

### Fondo Mundial para el Medio Ambiente
El Fondo Mundial para el Medio Ambiente (GEF) financió 7 proyectos con foco específico en cambio climático entre 2015-2021. Los proyectos tuvieron un valor total de $102.132.536 USD, de los cuales el GEF financió $11.617.014 USD, es decir, solamente el 12,83%. De estos 7 proyectos, 3 son ejecutados de manera regional con otros países. Uruguay recibe $5.765.014 USD por parte del GEF para ejecutar 4 proyectos en su país, que suman un total de $35.187.536, es decir que el GEF financia solamente un 19.59% del total de los proyectos. De los 7 proyectos, cuatro de los proyectos son de reportes o construcción de capacidades y solamente tres proyectos son de mitigación en el área de agricultura y movilidad urbana, donde Uruguay tiene oportunidades para reducir emisiones de gases de efecto invernadero.

### Euroclima+
Euroclima+ es un programa de la Unión Europea que busca generar estrategias y programas para la mitigación y la adaptación al cambio climático en América Latina (Euroclima, 2020). Trabaja en todos los países de América Latina y provee tanto financiamiento climático como asistencia técnica. 
Actualmente, Euroclima+ tiene cuatro proyectos en Uruguay, además de las acciones de apoyo y soporte en materia de políticas públicas a nivel país y regional, con otros países. En total, Euroclima+ aporta aproximadamente 4 millones de euros, aunque no todo ese monto va destinado a Uruguay, sino que se comparte con otros países.
| Nombre del proyecto                                                                      | Monto (euros)                                         | Área                    |
| Sistema de información sobre sequías                                                     | $1.280.738                                            | Adaptación              |
| Movilidad urbana eléctrica                                                               | $1.000.000                                            | Mitigación              |
| Sistema operacional de monitoreo y alerta en cantidad y calidad de los recursos hídricos | Monto UE: $1.499.150 Monto total proyecto: $3.108.070 | Adaptación              |
| Ganadería Familiar Resiliente                                                            | $981.063                                              | Adaptación y mitigación |

Euroclima+ implementa sus acciones climáticas a través de cuatro agencias implementadoras: FIIAPP (Fundación Internacional y para Iberoamérica de Administración y Políticas Públicas), GIZ (Deutsche Gessellschaft für Internationale Zusammenarbeit), CEPAL y el PNUMA. Estas acciones climáticas reciben financiamiento propio a través de cada agencia. Esta es la tabla desagregada de financiamiento para Uruguay, con datos del 2019.
| Nombre del proyecto | Monto (euros) | Agencia                   |
| Desarrollo de un sistema nacional para el registro y cuantificación de impactos adversos del cambio climático en Uruguay                                                              | $110.000,00   | FIIAPP                    |
| Diálogo Regional de Finanzas del Clima (varios países) | $78.406,00    | GIZ, CEPAL                |
| Acceso al financiamiento climático para la movilidad eléctrica (varios países) | $48.710,99    | PNUMA                     |
| Monitoreo y evaluación del progreso en la ejecución de medidas de mitigación y adaptación en el marco de la Política Nacional sobre Cambio Climático (PNCC) de Uruguay                | $80.000       | FIIAPP                    |
| Colaboración regional para la transparencia y cumplimiento de Contribuciones Determinadas a Nivel Nacional (NDC) y generación de capacidades para las estrategias a largo plazo (ELP) | $550.000      | PNUMA, CEPAL, GIZ, FIIAPP |
| Comunidad de Práctica sobre el involucramiento del sector privado en los procesos de política climática en Latinoamérica (varios países)                                              | $314.288      | GIZ                       |
| Educación, formación y sensibilización sobre cambio climático en Uruguay, en el marco de la Política Nacional de Cambio Climático                                                     | $70.000       | FIIAPP                    |

## Sociedad y cultura
En una encuesta sobre percepción del cambio climático en Uruguay realizada en 2020, casi el 90% de las 1.500 personas encuestadas identificaron el cambio climático como un problema muy o bastante importante para Uruguay.